# Niedenzuella suaveolens
Niedenzuella suaveolens là một loài thực vật có hoa trong họ Malpighiaceae. Loài này được (A. Juss.) W.R. Anderson mô tả khoa học đầu tiên năm 2006.